# Pratinha (Pratânia)
Pratinha é um povoado do município brasileiro de Pratânia, no interior do estado de São Paulo.

## Geografia

### População
Pelo Censo 2010 (IBGE) a população do povoado era de 344 habitantes.